# Estación de Padrón
Padrón es una estación de ferrocarril situada en el municipio español homónimo, en la provincia de La Coruña, comunidad autónoma de Galicia. Cuenta con servicios de Media Distancia operados por Renfe. 

## Situación ferroviaria
Se encuentra en el punto kilométrico 69,755 de la línea férrea de ancho ibérico que une Redondela con Santiago de Compostela a 10 metros de altitud, entre las estaciones de Puentecesures y de Esclavitud.

## Historia
Fue en 1863 cuando se creó la sociedad del Ferrocarril Compostelano de la Infanta Doña Isabel con el propósito de unir Santiago de Compostela con Carril-Villagarcía de Arosa. Esta sociedad fue vendida en 1866 a la The West Galicia Railway Company Limited, compañía británica que fue quien puso en marcha el mencionado tramo el 15 de septiembre de 1873 tras once años de trabajo abriendo con ello la estación. 
El 9 de septiembre de 1928, la Compañía de los Ferrocarriles de Medina del Campo a Zamora y de Orense a Vigo (MZOV) se hizo con el control de The West Galicia Railway Company Limited. Sin embargo esta situación solo duró un año tras ser absorbida la primera por la Compañía Nacional de los Ferrocarriles del Oeste. En 1941, Oeste fue nacionalizada e integrada en la recién creada Renfe quien gestionó la estación hasta la separación de Renfe en Adif y Renfe Operadora el 31 de diciembre de 2004.

## Servicios ferroviarios

### Media Distancia
En la estación paran varios trenes de Media Distancia operados por Renfe, comercializados como Regional, que conectan con las ciudades de Vigo, Pontevedra, Santiago de Compostela y La Coruña.
| Línea MD | Servicio | Origen/Destino         | Paradas intermedias | Destino/Origen         |
| -------- | -------- | ---------------------- | --- | ---------------------- |
| 1        | Regional | La Coruña              | Uges · Cerceda-Meirama · Órdenes · Santiago de Compostela · Osebe · Padrón · Puentecesures · Catoira · Villagarcía de Arosa · Portela · Pontevedra · Arcade · Redondela-Picota · Redondela        | Vigo-Guixar            |
| 1        | Regional | La Coruña              | Uges · Cerceda-Meirama · Órdenes · Santiago de Compostela · Padrón · Puentecesures · Catoira · Villagarcía de Arosa · Pontevedra-Universidad · Pontevedra · Arcade · Redondela-Picota · Redondela | Vigo-Guixar            |
| 1        | Regional | La Coruña              | Uges · Cerceda-Meirama · Órdenes · Santiago de Compostela · Padrón · Puentecesures · Catoira · Villagarcía de Arosa · Pontevedra · Arcade · Redondela-Picota · Redondela                          | Vigo-Guixar            |
| 1        | Regional | La Coruña              | Cerceda-Meirama · Santiago de Compostela · Padrón · Puentecesures · Catoira · Villagarcía de Arosa · Pontevedra · Arcade · Redondela-Picota · Redondela                                           | Vigo-Guixar            |
| 1        | Regional | Santiago de Compostela | Padrón · Puentecesures · Catoira · Villagarcía de Arosa · Pontevedra · Arcade · Cesantes · Redondela-Picota · Redondela                                                                           | Vigo-Guixar            |
| 1        | Regional | Santiago de Compostela | Padrón · Puentecesures · Catoira · Villagarcía de Arosa · Pontevedra · Arcade · Redondela-Picota · Redondela                                                                                      | Vigo-Guixar            |
| 1        | Regional | Vigo-Guixar            | Redondela · Redondela-Picota · Arcade · Pontevedra · Pontevedra-Universidad · Villagarcía de Arosa · Catoira · Puentecesures · Padrón · Santiago de Compostela · Cerceda-Meirama · Uges           | La Coruña              |
| 1        | Regional | Vigo-Guixar            | Redondela · Pontevedra · Villagarcía de Arosa · Puentecesures · Padrón | Santiago de Compostela |
| 1        | Regional | Vigo-Guixar            | Redondela · Redondela-Picota · Cesantes · Arcade · Pontevedra · Portela · Villagarcía de Arosa · Catoira · Puentecesures · Padrón · Osebe                                                         | Santiago de Compostela |